# Masdevallia lankesteriana
Masdevallia lankesteriana är en orkidéart som beskrevs av Carlyle August Luer. Masdevallia lankesteriana ingår i släktet Masdevallia och familjen orkidéer.
Artens utbredningsområde är Costa Rica. Inga underarter finns listade i Catalogue of Life.